# Lo Camp (Serradell)
Lo Camp és un paratge format per camps de conreu del terme municipal de Conca de Dalt, a l'antic terme de Toralla i Serradell, al Pallars Jussà, en territori que havia estat del poble de Serradell.
Està situat al sud de Serradell, al sud-est del Bancal Llarg, al sud-oest de Terrancolom, al nord-est de la Casquere i al nord-oest de Camparriu. Queda a la dreta de la llau de la Cadolla i a l'esquerra del barranc de Rastanyó.